# Bad Zwischenahn

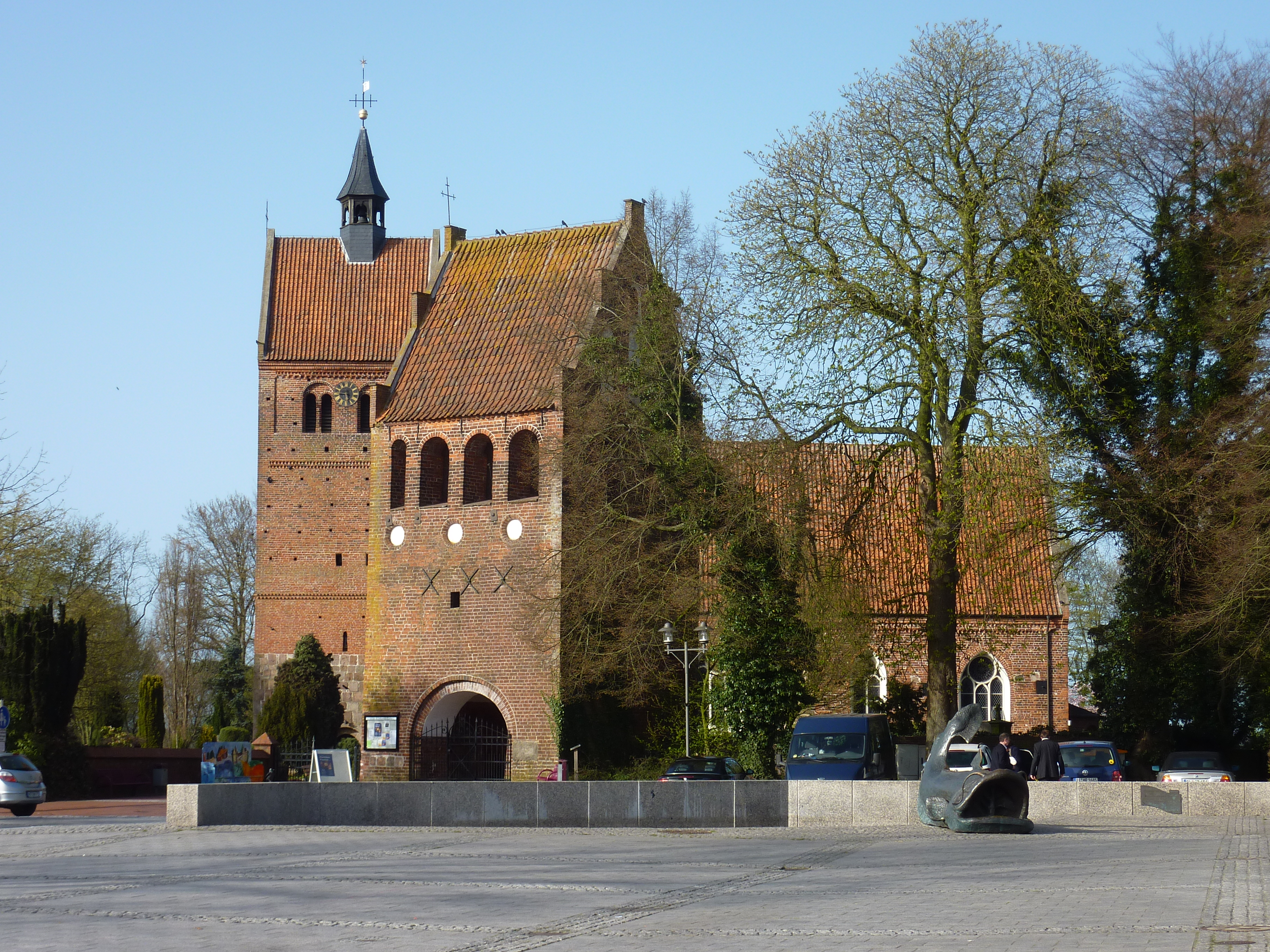
St-Johannes-kyrkan vid torget i Bad Zwischenahn

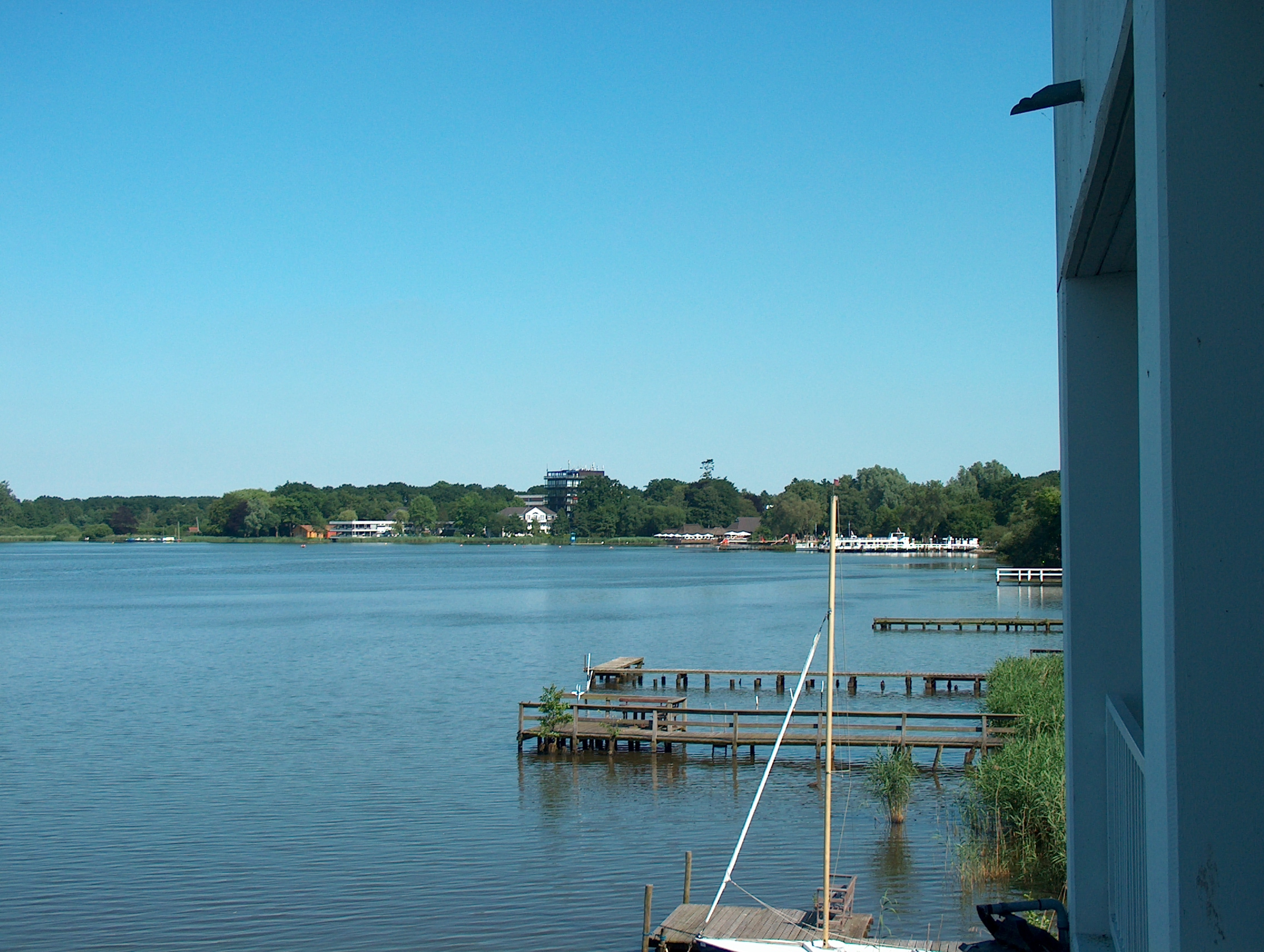
Zwischenahner Meer

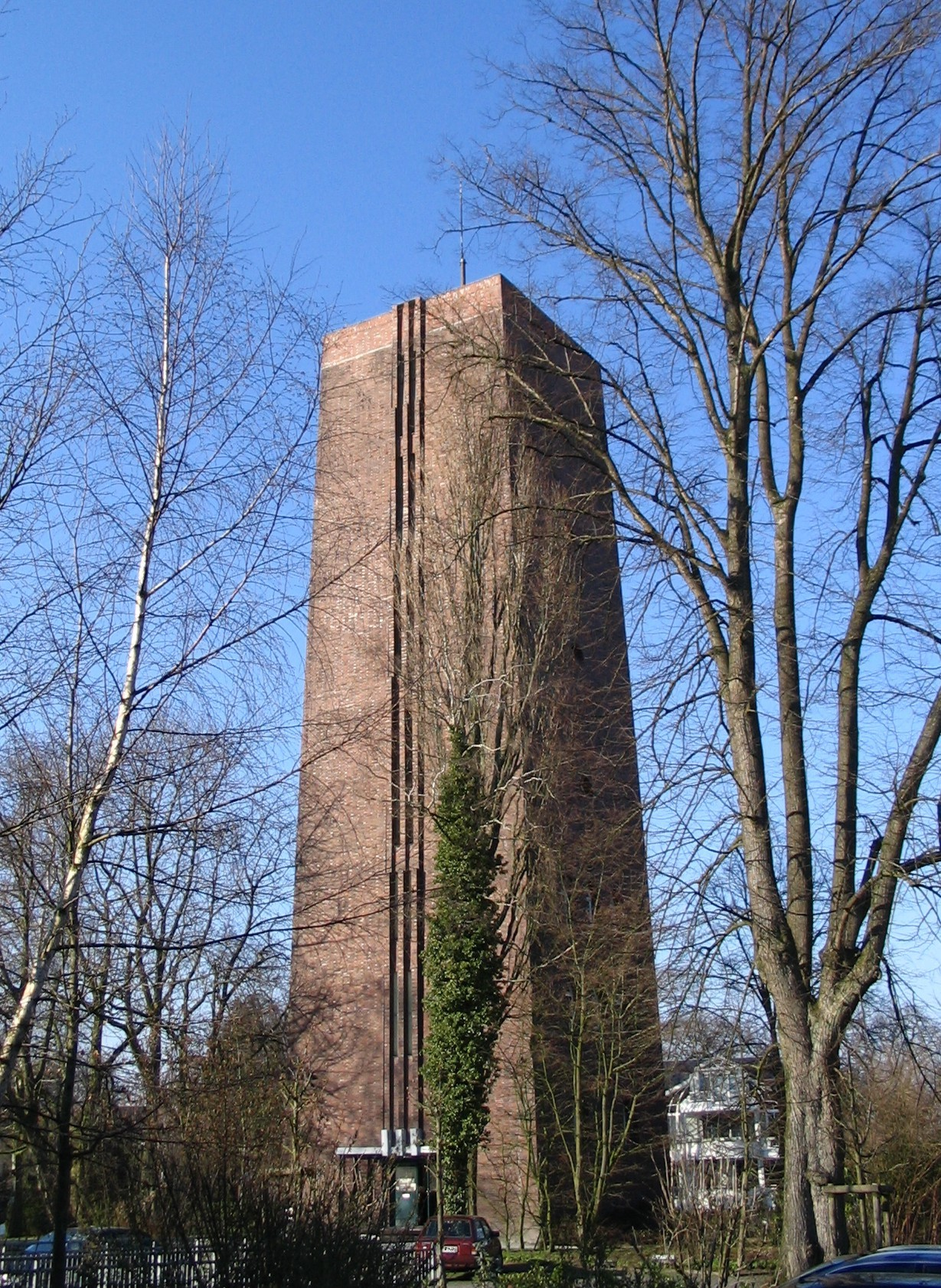
Vattentornet i Bad Zwischenahn

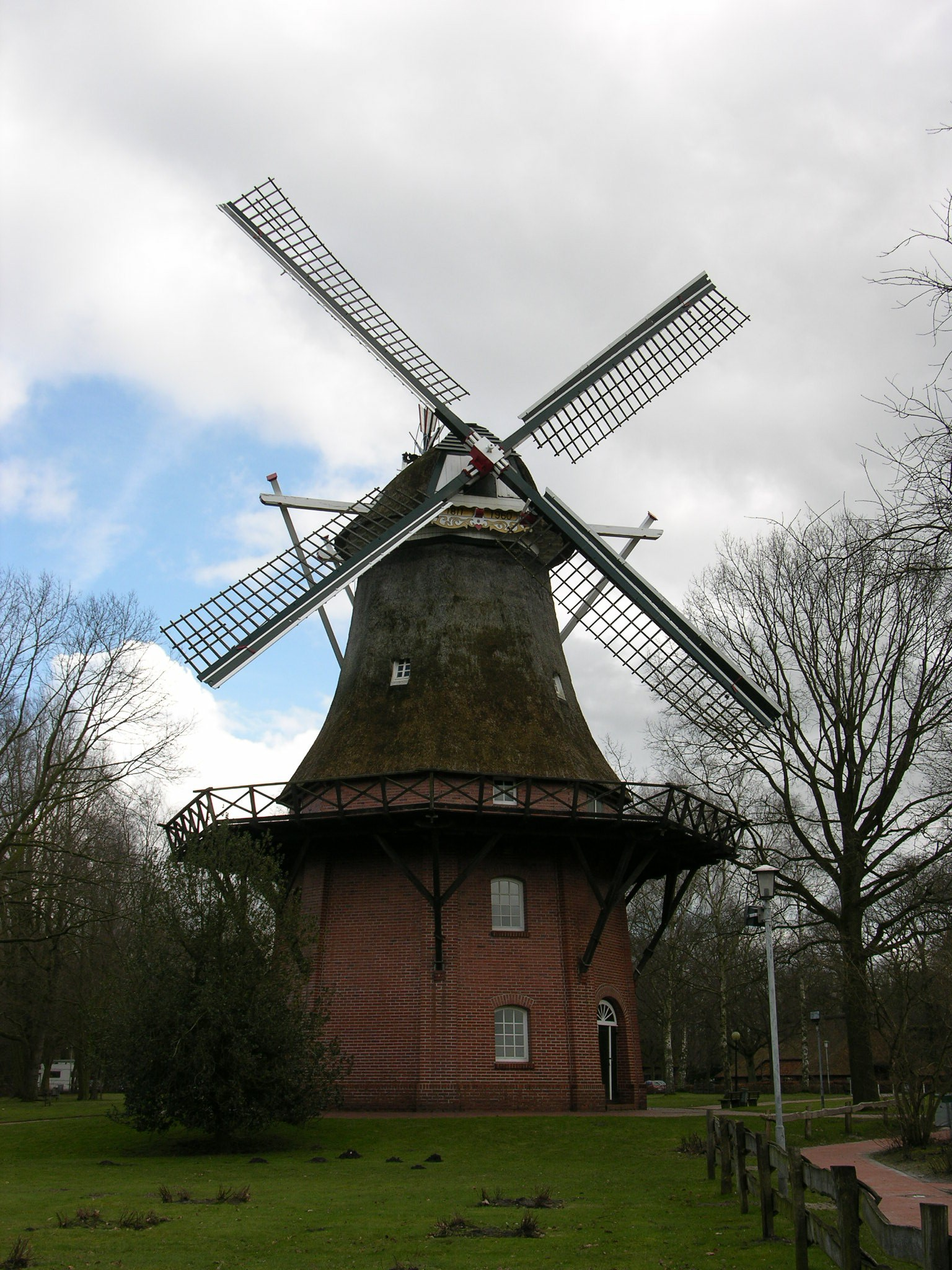
Väderkvarn i Bad Zwischenahn

Bad Zwischenahn (plattyska: Twüschenahn) är en kommun i distriktet Ammerland i den tyska delstaten Niedersachsen. Kommunen ligger väster om Oldenburg i den sydöstra delen av Ammerland. Kommunen har  cirka 30 000 invånare.

## Geografi
Kommunen ligger inom det nordoldenburgiska-ostfriesiska geestområdet på det nordtyska låglandet. I låglänta delar av kommunen finns fuktiga ängsområden och på höglänta sandområden finns åkermark. Söder om det ammerländska geestlandskapet ligger Leda-Jümme-området, vilket huvudsakligen består av myrmark. Bad Zwischenahn är numera en statligt certifierad kurort med bland annat myrbad. Torvbrytning har även betytt mycket för näringslivet i Bad Zwischenahn.
I kommunens centrala delar ligger sjön Zwischenahner Meer. Landskapsbilden i Bad Zwischenahn präglas liksom i övriga Ammerland i hög grad av trädgårdsmästerier och parkliknande jordbruksområden. Området är särskilt känt för sina rhododendronodlingar.

## Historia
Området ligger i regionen Oldenburger Land. Kommunens huvudort, Bad Zwischenahn, har anor från 800-talet. År 1124 byggdes ortens kyrka. Orten Ofen ligger på gränsen till Oldenburg. I kommunen finns ett flertal gamla bondbyar som har en lång historia. I exempelvis Ekern fanns en borg som byggdes av adelsfamiljen Aschwege på 1200-talet. Också i bland annat Dänikhorst fanns en borg som på 1500-talet såldes till greven i Oldenburg. Wehnen omnämns första gången 1278 och har blivit känt för sitt psykiatriska sjukhus.
Byn Petersfehn är ett exempel på en så kallad fehnkoloni som grundades i samband med torvbrytning på 1800-talet.

## Orter i Bad Zwischenahns kommun
- Bad Zwischenahn (kommunens huvudort)
- Specken
- Ekern, Burgfelde och Aschwege
- Dänikhorst
- Ohrwege, Ohrwegerfeld, Altenkamp och Querenstede
- Rostrup
- Elmendorf, Langebrügge och Wilbroksmoor
- Helle, Dreibergen, Meyerhausen, Kreyenkamp och Hellermoor
- Aschhausen
- Kayhausen
- Kayhauserfeld
- Petersfehn I och Bloh Süd
- Petersfehn II
- Wehnen och Bloh Nord
- Ofen
- Westerholtsfelde

## Näringsliv
Bad Zwischenahn är en kurort med en omfattande turism, särskilt vid Zwischenahner Meer. Livsmedelsindustri och trädgårdsmästerier är andra viktiga näringar i kommunen. Motorvägen A28 från Oldenburg till Emden går genom kommunen, liksom järnvägen mellan Oldenburg och Leer.

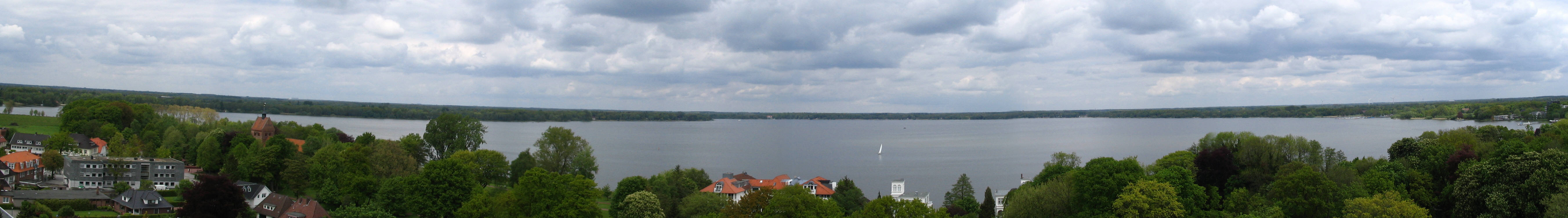
Zwischenahner Meer sett från vattentornet